# غفرائيل الصليبي
المطران غفرائيل الصليبي (1923-2007)؛ أسقف أرثوذوكسي لبناني. سيم أسقفًا بشكلٍ رسميٍّ في  كاتدرائيّة القدّيس جاورجيوس في وسط بيروت المعروفة باسم أبرشية بيروت في العام 1966، واعتُمد بطريركيًّا للروم الأرثوذكس في أوروبا الغربية في العام 1980. ثم عُين كأول مطران أبرشي على أبرشية أنطاكيا للروم الأرثوذكس لأوروبا الغربية والوسطى التي تأسست في العام 2000.

## عنه
سيم غفرائيل الصليبي شماسًا في 12 يونيو 1943، ثم كاهنًا في 17 سبتمبر 1950 وذلك على يد المطران إيليا الصليبي، وفي 5 أغسطس 1966، سيم أسقفًا وتولى مسؤولية وكيل مطران بيروت للطائفة نحو 14 عامًا ورئيس أساقفة فخريًا على كرسي تدمر التاريخي، خاصة بعد رحيل عمّه المطران إيليا الصليبي. ثم في العام 1980، عيّنه البطريرك أغناطيوس الرابع هزيم مُعتمدًا بطريركيًّا للروم الأرثوذكس في أوروبا الغربية. إثر ذلك التعيين تمكّن الأسقف غفرائيل في فترة وجيزة من إطلاق مُعتمديته في دول أوروبا ليُصبح أوّل مطران أبرشي على أبرشية أنطاكيا للروم الأرثوذكس لأوروبا الغربية والوسطى التي تأسست عام 2000. وأصبح عضوًا في مجلس الكنائس الأرثوذكسية في فرنسا. 
أنشأ الأسقف غفرائيل علاقات مع شخصيات عالمية أبرزهم البابا يوحنا بولس الثاني، والملك خالد بن عبدالعزيز آل سعود، إضافة إلى الكثير من الديبلوماسيين العرب والأجانب. وفي العام 2000، جرى ترفيعه إلى رتبة المطرانية «متروبوليت» على مُعتمديته الأوروبية.
كان لغفرائيل الصليبي العديد من الجولات الأوروبية، خاصة في ألمانيا، بريطانيا وإيطاليا، وربطته برؤسائها والمسؤولين فيها علاقات ودّ وصداقة منهم: المستشار الألماني هيلموت شميت، والرئيس الفرنسي السابق جاك شيراك الذي منحه في العام 1998 وسام جوقة الشرف برتبة ضابط لـ «هاجسه الدائم تعزيز وجود فرنسا في لبنان». وخلال الحرب في لبنان بذل المطران الصليبي جهودًا مضنية محاولا المساهمة في ايجاد حلّ لما يحصل وأطلق نداءات عدة لوقف حمام الدم مؤكدًا، منها في 4 أغسطس 1976: «إن التاريخ لن يبرّىء العابثين بأمن هذا البلد وهناءته»، ودعوة أخرى في 18 نوفمبر 1983: «إن تقسيم لبنان عملية مستحيلة ونظام الكانتونات لا يناسبنا»، داعيًا إلى «رفع اليد الغريبة وعدم التدخّل في شؤون لبنان الداخلية».